# جائزة الإوزة الذهبية
إن جائزة الإوزة الذهبية (Golden Goose Award) تكرّم رسميًا العلماء الذين أدت أبحاثهم الأساسية الممولة فيدراليًا إلى ابتكارات أو اختراعات ذات تأثير هام على البشرية أو المجتمع. وتكون النتائج ذات فوائد صحية واقتصادية كبيرة. وتتمتع الجائزة بدعم الحزبين داخل الكونغرس ويتم تنظيمها بواسطة عدد من المنظمات البارزة (انظر أدناه).
علاوة على ذلك، في كثير من الأحيان كانت البحوث المتطورة تنطوي على أسماء تبدو غريبة. وفي العصر الحديث كانت هذه العناوين موضع سخرية من قبل المشرعين الأمريكيين وبعض الجمهور. وأبرز الأمثلة على ذلك كان السيناتور وليام بروكسماير (William Proxmire) وجوائز الفراء الذهبي (Golden Fleece) الشهرية. وقد سخر السيناتور بروكسماير بشكل مباشر من دراسة وزارة الزراعة الأمريكية حول السلوك الجنسي لنوع من الديدان القاتلة للماشية والتي وفرت حتى الآن لصناعة الماشية 20 مليار دولار أمريكي. وأجبرت نتائج الدراسة السيناتور على الاعتذار.
دراسة أخرى كانت تحمل عنوانًا غريبًا، وهو «الصدمة الصوتية عند خنزير غينيا» أنتجت علاجًا لفقدان السمع لدى الأطفال الرضع. وأصبحت أبحاث أخرى تم تمويلها من قِبل الوكالات الفيدرالية الأمريكية تكنولوجيات واسعة الاستخدام مثل تقنية الليزر والإنترنت والألياف البصرية ونظام تحديد المواقع العالمي والتصوير بالرنين المغناطيسي (MRI) وشاشات الكمبيوتر التي تعمل باللمس وبطاريات أيونات الليثيوم.
والفائزون بالجائزة يتلقونها في احتفالية في كابيتول هيل في واشنطن العاصمة.

## الغرض
مع الضغط لخفض الميزانية الفيدرالية الأمريكية، جنبًا إلى جنب مع أهمية البحوث الأساسية وكرد على جوائز بروكسماير، تم إنشاء هذه الجائزة. ومن بين الحاصلين على الجائزة فائزان بجائزة نوبل. ويتمثل الغرض من هذه الجوائز في «إظهار الفوائد البشرية والاقتصادية للأبحاث التي يتم تمويلها فيدراليًا من خلال إلقاء الضوء على الدراسات التي تبدو غامضة أو غير عادية التي أدت إلى تحقيق إنجازات هائلة ولها تأثير كبير على المجتمع».
كما تم وصف الغرض من الجائزة على النحو التالي:
«الابتكار الذي كان هامًا للغاية للنمو الاقتصادي في الولايات المتحدة وسوف يكون أكثر أهمية حيث إن الأبحاث العلمية العالمية تصبح تنافسية على نحو متزايد».
«ومنذ أيام جوائز الفراء الذهبي، بقيادة السيناتور السابق وليام بروكسماير، كان بعض صناع القرار سعداء في تحويل عناوين الأبحاث غير العادية إلى مزحة».
«إن الولايات المتحدة قد تتخلف الآن في مجال الاكتشافات العلمية مع زيادة بلدان أخرى لتمويلها العلمي. علينا أن نأخذ العلم على محمل الجد».

## أمثلة تاريخية
مجموعة المشرعين من الحزبين التي تدعم جائزة الإوزة الذهبية والمنظمات المؤسسة (انظر القسم التالي) تستشهد بالأبحاث السابقة ذات العناوين الغريبة التي أدت إلى تقدم علمي يجري استخدامه على نطاق واسع. والمثال الأول المستشهد به هو عندما نشر السير ألكسندر فليمينغ (Alexander Fleming) «المادة المكافحة للبكتيريا في رواشح المرق» عام 1926م والتي أصبحت تُعرف باسم البنسلين. ثانيًا، ربما كانت الأشعة السينية تبدو غريبة في عام 1895م بعدما قام ويلهلم رونتغن (Wilhelm Röntgen) بتسمية هذه الظاهرة التي أحدثت توهجًا في شاشة قريبة مطلية كيميائيًا. ثالثًا، الدراسات التي أجريت على إفراز البول عند الكلاب وإفراز الأنسولين بواسطة كلاب البحر أدت في نهاية المطاف إلى تحقيق تقدم في فهم مرض السكري التي حصلت على ميدالية العلوم الوطنية.

## المنظمات المؤسسة
من بين المنظمات المؤسسة لهذه الجائزة الرابطة الأمريكية لتقدم العلوم (AAAS) ورابطة الجامعات الأمريكية (AAU) ورابطة الجامعات الحكومية (A0P0L0U) وبريكثرو إنستيتيوت ومعهد السياسة التقدمية (PPI) وائتلاف العلوم (TSC) 

## وصلات خارجية
- الموقع الرسمي
- Golden Goose Awards honor “silly” science. CBS News. September 14, 2012.
- First Golden Goose Awards Honor Ideas That Hatched Unexpectedly. Science Insider. ساينس. September 10, 2012.